# The Inn at Willow Grove
The Inn at Willow Grove est un hôtel américain situé à Orange, en Virginie. Installé dans un bâtiment construit en 1778, cet établissement est membre des Historic Hotels of America depuis 2017.